# Marseillan (Gers)
Marseillan település Franciaországban, Gers megyében. Lakosainak száma 83 fő (2022. január 1.). Marseillan Bars, Laas, Pallanne és Saint-Maur községekkel határos.

## Népesség
A település népességének változása:
| Lakosok száma | 107  | 100  | 82   | 79   | 104  | 101  | 90   | 86   | 85   | 83   |
|               | 1968 | 1982 | 1990 | 2006 | 2013 | 2015 | 2017 | 2019 | 2020 | 2022 |